# Ranavalona II.
Ranavalona II. (Ambatomanoini pored Antananariva, oko 1829. – Antananarivo, 13. srpnja 1883.), kraljica Madagaskara nakon smrti svoje prethodnice kraljice Rasoherine, od 1. travnja 1868. do svoje smrti 13. srpnja 1883. godine.
Malgaši su zapamtili kraljicu Ranavalonu II. kao svoju prvu vladaricu koja je prešla na kršćanstvo (1869.) i proglasila Anglikansku crkvu državnom religijom Madagaskara.Vladavina ove kraljice trajala je u zenitu britanskog utjecaja na Madagaskaru.

## Biografija

### Mladost
Ranavalona II. rođena je kao princeza Ramoma 1829. godine u mjestu Ambatomanoiniju, pored Antananariva. Nju su još kao mladu djevojku, kao i njenu rodicu Rasoherinu, udali za kralja Radamu II. Nakon državnog udara u kojem je ubijen njihov muž 12. svibnja 1863. obje su postale udovice. Po malgaškim običajima prva žena Rasoherina postala je nasljednica. Ranavalona II. nastavila je živjeti na dvoru, okružena brojnim misionarima iz londonskog misionarskog društva koji su znatno utjecali na nju, tako da je prihvatila kršćanstvo. Nakon Rasoherinine smrti, 1. travnja 1868. godine proglašena je kraljicom regentom, a 3. rujna iste godine u Antananarivu okrunjena za kraljicu.

### Vladavina
Ranavalona II. udala se poput svoje prethodnice 21. veljače 1869. za vječnog predsjednika vlade Rainilaiarivonija, koji je zapravo bio pravi vladar Madagaskara, kao čovjek iz sjene. On je tom ženidbom samo učvrstio svoj položaj prvog čovjeka u zemlji, a nakon kraljičine smrti oženio je njenu nasljednicu Ranavalonu III.
Ranavalona II. se krstila 1869. godine u anglikanskoj crkvi, tako da je nakon toga anglikanstvo postalo službenom državnom religijom Madagaskara.Kako bi to potkrijepila javno je spalila sve svoje prijašnje animističke talismane, a nakon toga je veliki broj katoličkih i protestantskih misionara pohrlilo na Madagaskar osnivati crkve i vjerske škole. 
Za njene vladavine postao je akutan problem naglog smanjenja šuma u zemlji, zbog čega je ukinula prethodnu odluku kralja Andrianampoinimerine da se u Antananarivu smije graditi jedino u duhu malgaške tradicije, tj. od drva.Zapravo je željela da se sve drvene građevine zamjene građevinama od cigle i kamena. Zabranila je dotad uvriježenu i široko rasprostranjenu praksu spaljivanja šuma (tavi) da bi se na taj način dobila nova poljoprivredna obradiva površina.

### Smrt
Ranavalona II. je nakon smrti 1883. godine pokopana u malgaškom svetom gradu Ambohimangi. Francuske kolonijalne vlasti, željevši umanjiti značaj Ambohimange, godine 1897. preselile su njene ostatke zajedno s ostacima drugih vladara u novoizgrađenu kraljevsku grobnicu u kompleksu Rovi u Antananarivu.
Naslijedila ju je na tronu Ranavalona III., posljednja malgaška kraljica.

## Vanjske poveznice
- The Merina (or Hova) Dynasty